# Jerusalem Film Festival
Il Jerusalem Film Festival (in lingua ebraica: פסטיבל הקולנוע ירושלים) è un festival cinematografico internazionale che si tiene ogni anno a Gerusalemme, in Israele, riguardante il cinema ebraico. Esso nacque da un'idea di Lia van Leer (già fondatrice del Jerusalem Cinematheque), che lo inaugurò il 17 maggio 1984. Alla rassegna partecipano lungometraggi e documentari provenienti da ogni parte del Mondo e numerosi sono i premi assegnati nelle diverse categorie.

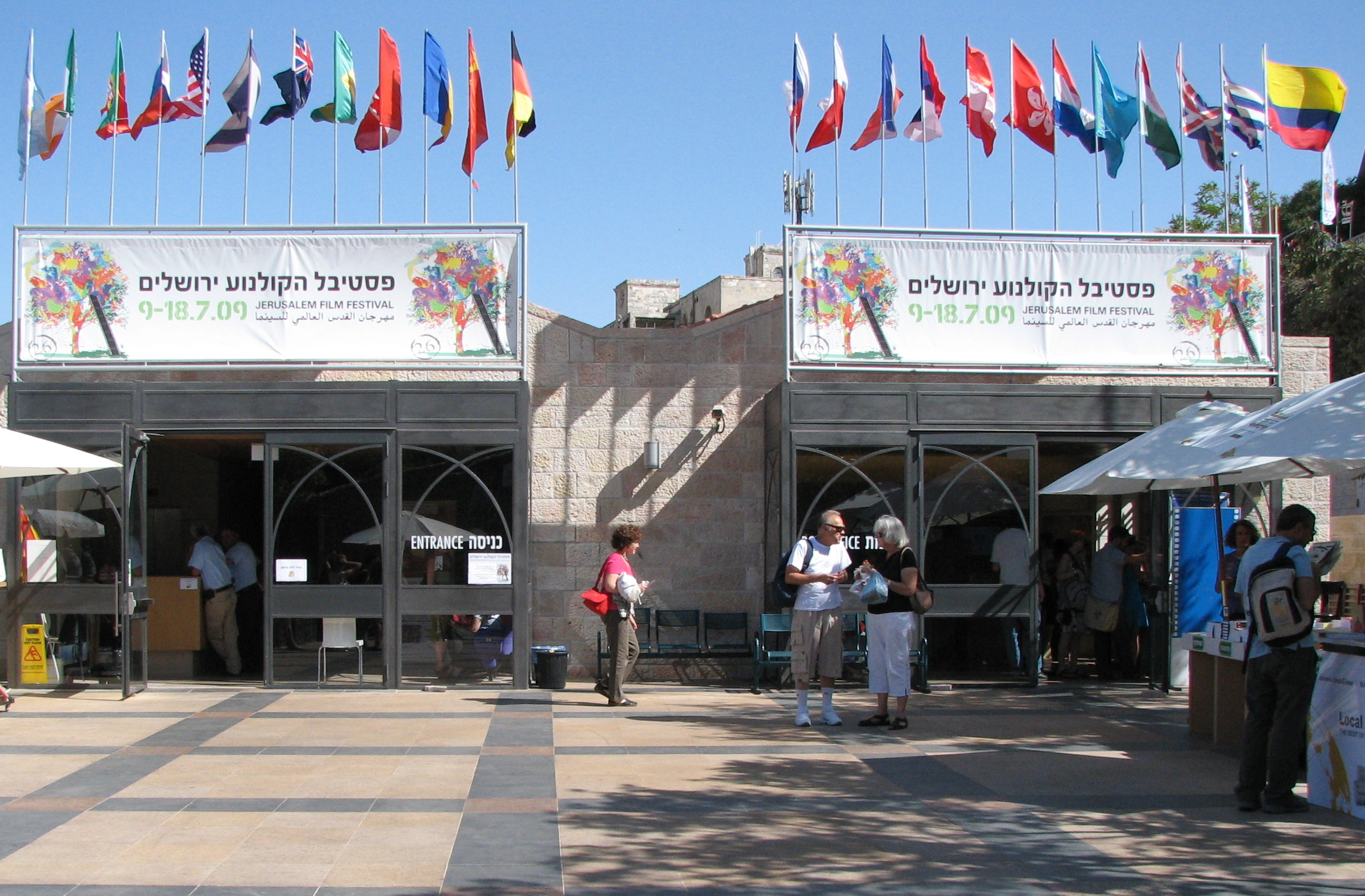
Jerusalem Film Festival, luglio 2009

## Storia

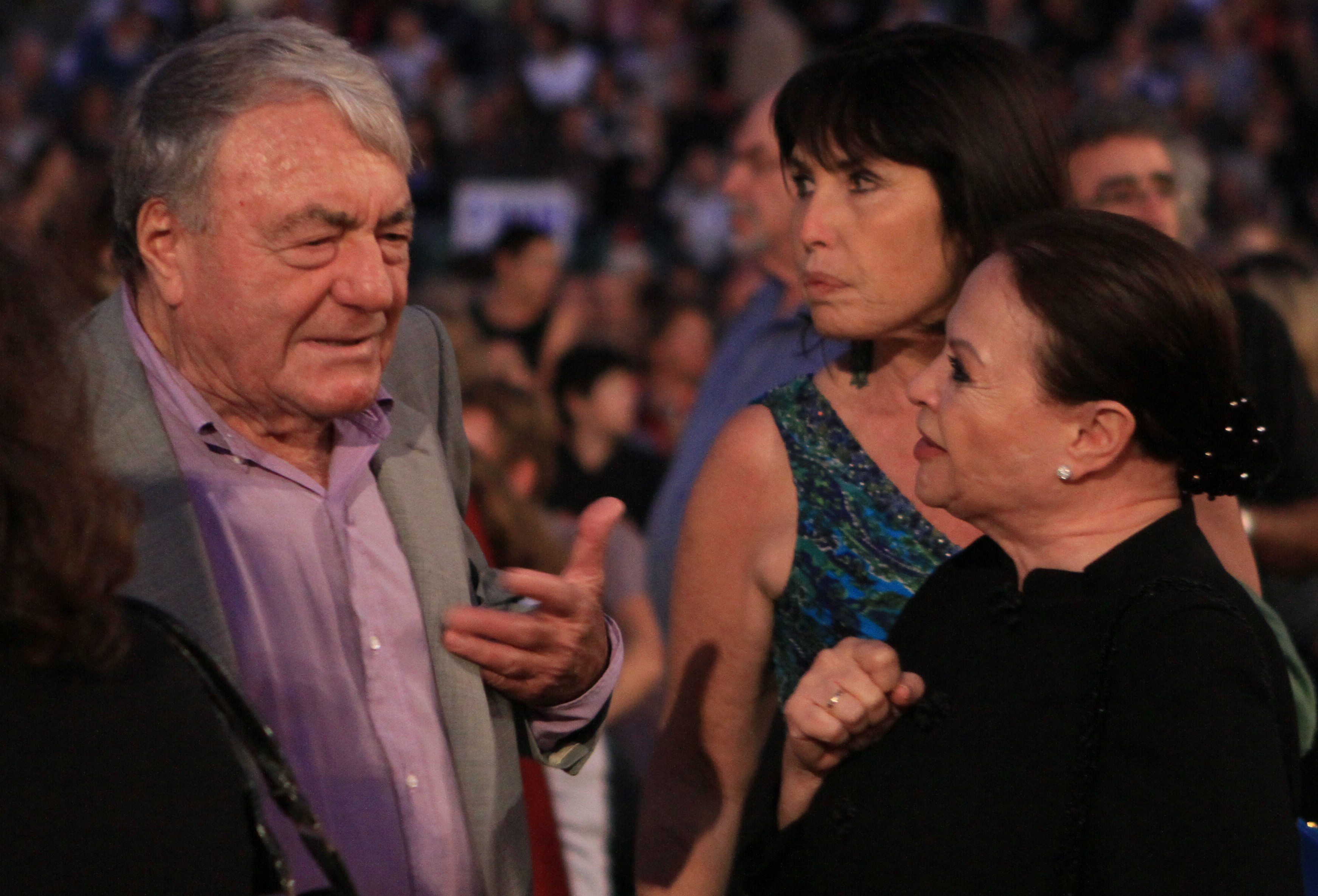
Gila Almagor e Claude Lanzmann al Jerusalem film festival, 2010

Dopo aver fatto parte della giuria al Festival di Cannes, Lia van Leer decise di organizzare un evento simile in Israele. Jeanne Moreau, Lillian Gish, Warren Beatty e John Schlesinger sono solo alcuni degli attori che parteciparono alla prima edizione del festival.
Nel 1989 la van Leer convinse il filantropo americano Jack Wolgin ad organizzare una competizione cinematografica a suo nome per i migliori film israeliani. Ed è così che il Wolgin Prize è diventato negli anni il premio cinematografico più ambito d'Israele.
Nel 2008 Lia van Leer, ormai ottantaquattrenne, lasciò il ruolo di Direttore del festival affidandolo all'allora amministratore delegato Ilan de Vries.

## Premi
Oltre al Wolgin Prize, il Jerusalem FIlm Festival include i seguenti premi: Anat Pirchi Drama Award, Spirit of Freedom Awards, Forum for the Preservation of Audio-Visual Memory in Israel Award for the Creative use of Archival Footage, nonché la sezione FIPRESCII per i registi esordienti.